# Brigada 18 Infanterie (1916-1918)
Brigada 18 Infanterie a fost o mare unitate de nivel tactic, care s-a constituit la 14/27 august 1916, prin mobilizarea unităților și subunităților existente la pace aparținând de Brigada 18 Infanterie din armata permanentă. Din compunerea brigăzii făceau parte Regimentul 35 Infanterie și Regimentul 36 Infanterie. Brigada a făcut parte din organica Divizia 9 Infanterie, fiind dislocată la pace în garnizoana Turtucaia.:p. 105
La intrarea în război, Brigada 18 Infanterie a fost comandată de colonelul Nicolae Mărășescu. Brigada 18 Infanterie a participat la acțiunile militare pe frontul românesc, pe toată perioada războiului, între 14/27 august 1916 - 28 ocotmbrie/11 noiembrie 1918.